# Вільне місто Данциг

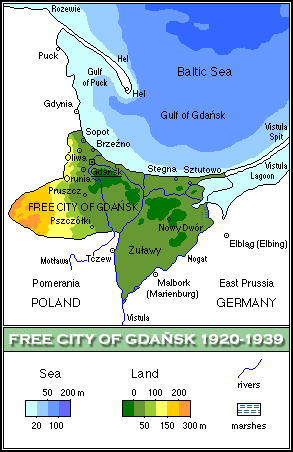
Вільне місто Данциг, 1920—1939

Вільне місто Данциг (нім. Freie Stadt Danzig; пол. Wolne Miasto Gdańsk) — місто-держава і автономний балтійський порт зі статусом вільного міста, що був наданий 10 січня 1920 року відповідно до частини III секції XI Версальського договору 1919 року . 
Відповідно до рішення Паризької мирної конференції місто було відокремлене від Німеччини разом із сусідніми територіями. Знаходилося під захистом Ліги Націй зі спеціальними економічними правами порту для Польської республіки. Припинило існування після вересня 1939 року, коли було зайняте й анексоване нацистською Німеччиною. Після поразки Німеччини 1945 року стало частиною Польської республіки під польською назвою Гданськ.

## Устрій

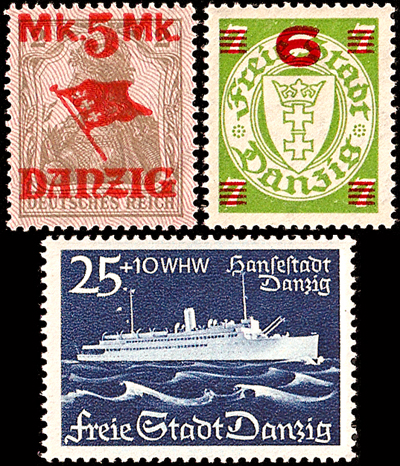
Поштові марки Вільного міста Данцигу, 1920—1939

### Територія
Вільне місто Данциг включало головне місто Данциг (Гданськ), а також Сопот, Тігенгоф (Новий Двур — Гданський), Нойтех (Новий Став) і приблизно 252 села та 63 хутори. Його територія (1,966 тис. км²) була приблизно вдвічі більше розміру Вільного міста Данциг наполеонівських часів.

### Польське право
Вільне місто мало бути представлене за кордоном Польщею і мало з нею митний союз. Залізниця, яка з'єднала Вільне місто з новоствореною Польщею, була підпорядкована Польщі. Так само, Вестерплатте (доти міський пляж), був також наданий Польщі, яка створила військову залогу в межах міста. Окрім муніципального поштамту, було також окреме Польське поштове відділення.

### Комісари Ліги Націй
На відміну від підмандатних територій, які були довірені країнам, Данциг подібно до Території басейну Саар підпорядковувалась безпосередньо Лізі Націй, з представниками різних країн, що обіймали посаду Верховного Комісара.

## Населення
Вільне місто Данциг мало населення 357,000 (1919), 95 % з них були німецькомовні, інші були кашубами або поляками.
За Версальським договором Данциг вийшов з-під влади Німеччини. Місцеві мешканці втратили своє німецьке громадянство зі створенням Вільного міста, але отримали право за термін перших двох років існування держав, повторно отримати його; проте, вони мусили залишити Данциг.

## Друга світова війнаі повоєнні часи
Нацистський уряд проголосував за повторне об'єднання з Німеччиною 2 вересня 1939, наступного дня після німецького вторгнення до Польщі. Хоча це було нелегітимно за конституцією, проте держава була формально об'єднана Німеччиною в недавно сформованому райхсгау Данциг — Західна Пруссія. Польські цивільні працівники Поштового офісу були навчені і мали тайник зброї, здебільшого пістолети, три легкі кулемети і деякі ручні гранати, коли вони захищали Польський поштовий офіс протягом 15 годин.
Близько 90 % з міста було знищено наприкінці Другої світової Війни головним чином через бомбування радянською авіацією. 30 березня, 1945 місто було узято Червоною Армією. Понад 90 % з довоєнного населення загинули або втекли. Низка мешканців міста загинули за затоплення Вільгельм Густлофф.
За рішенням Потсдамської конференції, колишнє Вільне місто було передано Польщі. (Невирішене питання Ялтинської конференції).
До 1950, близько 285,000 колишніх мешканців Вільного міста мешкало у Східній Німеччині і 13,424 колишніх громадян Вільного міста отримало польське громадянство. Натомість 101,873 поляків з Центральної Польщі і 26,629 поляків зі Східної Польщі було переселено до Данцигу.

## Джерела

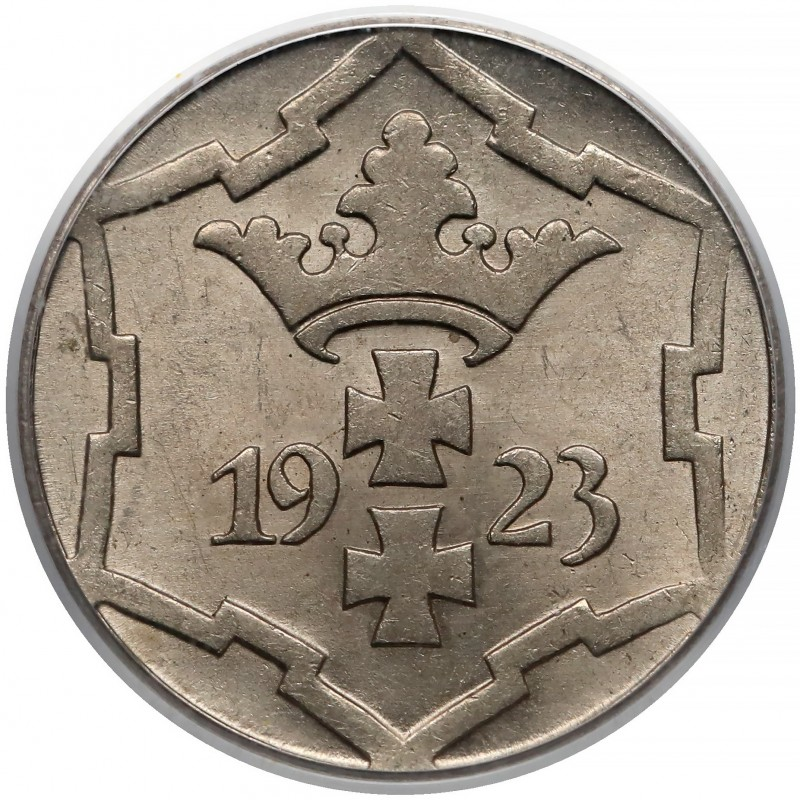
Монета міста Данциг 1923 року карбування.